# 安達千夏
安達 千夏（あだち ちか、1965年9月23日 - ）は、日本の小説家。山形県山形市出身。

## 来歴
事務機器販売会社に勤めたのち結婚、その後に創作をはじめる。1998年「あなたがほしい je te veux」で第22回すばる文学賞を受賞し小説家デビュー。
1999年「あなたがほしい je te veux」で第120回芥川龍之介賞候補。2003年「おはなしの日」で三島由紀夫賞候補。

## 著書
- 『あなたがほしい je te veux』1999年、集英社、のち文庫
  - 初出:『すばる』1998年11月号
- 『モルヒネ』2003年、祥伝社、のち文庫
- 『おはなしの日』2004年、集英社、のち文庫
  - 遠くからくる光（『すばる』2004年6月号）
  - おはなしの日（『すばる』2003年12月号）
  - 草の名を（『すばる』2003年4月号）
- 『見憶えのある場所』（2007年、集英社）
  - 初出:『すばる』2006年6月号
- 『かれん』（2009年、角川書店）のち文庫
- 『ちりかんすずらん』祥伝社、2009
- 『マキリ』講談社　2010
- 『千のキス』祥伝社、2012

### 単行本未収録作品
- 絢子さんには好きな言葉がある（『すばる』2001年1月号）
- ライト・マイ・ファイア（『すばる』2001年3月号）
- 夜に啼く鳥（『すばる』2001年10月号）
- 風のゆく道（『すばる』2004年12月号）
- 孔雀色の砂で（『すばる』2005年8月号）
- 忘れないで（『すばる』2006年3月号）
- ダリアと官僚とセックス（『すばる』2007年6月号）
- 殺人者の夢（『すばる』2008年2月号）
- 夏に帰る日（『すばる』2008年10月号）
- 「冬の鞄」すばる 2010年4月号

## アンソロジー
- LOVERS（「ウェイト・オア・ノット」収録）
  - 2001年6月15日、祥伝社、ISBN 9784396631918
  - 2003年9月、祥伝社文庫、ISBN 9784396331221
- Friends
  - 2003年7月、祥伝社、ISBN 9784396632298
  - 2005年9月、祥伝社文庫、ISBN 9784396332433